# Gabriela Chibana
Gabriela Chibana (7 de agosto de 1993) é uma judoca brasileira.

## Biografia e carreira
Chibana é natural da cidade de São Paulo. É oriunda de uma família japonesa onde vários membros praticam judô. Ela começou na Associação Okinawa de Vila Carrão. Em seguida, foi treinar no Corinthians e, em 2012, recebeu o convite para defender o Pinheiros.
Foi campeã no Grand Prix de Abu Dhabi de 2012 e do Grand Prix de Cancun de 2017, ambos na categoria até 48kg. Em 2018, a atleta disputou seu primeiro Campeonato Mundial Adulto em Baku, no Azerbaijão. No mesmo ano, conquistou a medalha de bronze no Campeonato Mundial Militar de 2018, no Rio de Janeiro.
Em abril de 2021, foi a medalha de prata no Campeonato Pan-Americano de Judô, realizado México.
Ela representou o Brasil nos Jogos Olímpicos de Verão de 2020 – que ocorreram em 2021 – realizados em Tóquio, no Japão. Chibana venceu a primeira luta, contra a atleta malawiana Harriet Bonface. No segundo confronto, lutou contra a kosovar Distria Krasniqi, que à época era a líder do ranking mundial da categoria até 48kg, sendo eliminada após perder por ippon.

## Vida pessoal
Chibana cursou enfermagem no Centro Universitário São Camilo tendo se graduado em 2019.
É prima do também judoca Charles Chibana.